# Королевский канадский бронетанковый корпус
Королевский канадский бронетанковый корпус (англ. Royal Canadian Armoured Corps, фр. Corps blindé royal canadien) — род войск в сухопутных войсках Канады, включающий 3 полка регулярных и 18 полков резервных сил, а также школу Королевского канадского бронетанкового корпуса.
Корпус был сформирован как Канадский бронетанковый корпус в 1940 году в составе сухопутных войск Канады. В августе 1945 года ему было присвоено «королевское» наименование, а после Второй мировой войны в состав корпуса было включено несколько подразделений резервных сил. С 1968 по 2013 год он официально назывался Armoured Branch.

## История

### До 1940 года
Первоначально род войск именовался как Канадский кавалерийский корпус (Canadian Cavalry Corps) и был создан в 1910 году, а первые канадские танковые подразделения были сформированы только в конце 1918 года. Первоначально эти подразделения считались частью пулемётного корпуса (Machine Gun Corps), и 1-й, 2-й и 3-й танковые батальоны опоздали присоединиться к боевым действиям в Первой мировой войне. Однако 1-й танковый батальон всё ещё тренировался на танках Mark V в Великобритании, когда через два дня после перемирия было окончательно утверждено создание Канадского танкового корпуса (Canadian Tank Corps). После войны танки были забыты. Хотя в 1930-х годах были предприняты небольшие попытки механизации с помощью мотоциклов, экспериментальных бронеавтомобилей и закупки нескольких гусеничных пулемётных тачанок Карден-Лойд (Carden-Loyd) для обучения. Однако первые танки со времён Первой мировой войны появились только после того, как несколько лёгких танков Vickers Mark VI, вооружённых пулемётами, появились всего за год до того, как Канада снова вступила в войну с Германией.

### Полковое наследие
Канадские бронетанковые полки ведут своё наследие от двух основных источников. Первый — кавалерийский корпус, из которого были созданы многие бронетанковые полки, и фактически первые «бронетанковые» полки назывались «механизированными кавалерийскими», а второй — танковый корпус (который ранее относился сначала к пехотному, а затем к пулемётному корпусу). Это началось в 1936 году с создания танковых батальонов и продолжилось в 1940 году, когда многие другие типы полков были мобилизованы в качестве бронетанковых частей для Второй мировой войны.

### Вторая мировая война
С этих скромных истоков 13 августа 1940 года начался современный Канадский бронетанковый корпус, первым полковником-командиром которого стал генерал-майор (затем генерал-полковник) Фредерик Франклин Уортингтон. В ходе войны с 1939 по 1944 год бронетанковый корпус постепенно перенимал обязанности от других корпусов, например, танковые полки были преобразованы в бронетанковые полки, пехотные разведывательные батальоны были переданы бронетанковому корпусу, а также противотанковые обязанности от артиллерийского корпуса. К концу Второй мировой войны, в 1945 году, король Георг VI присвоил корпусу почётное наименование «королевский».
Первоначально его вооружение состояло из 219 американских танков M1917 времён Первой мировой войны, полученных по цене металлолома. Их было достаточно для обучения и ознакомления, но в остальном они имели весьма ограниченное боевое применение. Для формирования 1-й армейской танковой бригады были заказаны танки «Валентайн» (Valentine). Эта британская конструкция должна была быть построена в Канаде. Помимо внесения необходимых изменений в конструкцию с учетом местных инженерных стандартов и доступных компонентов, канадские «Валентайны» использовали двигатель GMC. Этот двигатель, будучи усовершенствованным по сравнению с оригинальным, был позже применён в британском производстве. На практике Канада так и не использовала большинство из 1400 построенных ею «Валентайнов», поскольку они поставлялись по ленд-лизу в Советский Союз.
В начале 1941 года в Великобританию была направлена 1-я танковая бригада, оснащенная пехотным танком «Матильда». Для формирования двух бронетанковых дивизий предполагалось, что потребуется 1200 крейсерских танков. Великобритания не могла их поставить, поскольку испытывала дефицит в поставках для собственных нужд. Это означало, что Канада должна была развивать собственное производство. С этой целью был создан танковый арсенал под управлением дочерней компании американской фирмы, занимающейся производством танков, для создания в Канаде танков «Рэм» (Ram), «Гризли» (Grizzly) и их модификаций.
События Второй мировой войны подтолкнули Канаду к крупномасштабному производству танков: были выпущены тысячи танков Валентайн, Рэм, Гризли и их вариантов. Канада также продолжила создание современных боевых бронированных машин, которые использовались во время Холодной войны, войны в Афганистане и глобальных миротворческих операций.

### Послевоенный период
В 1968 году, после объединения канадской армии (СВ) в канадские вооруженные силы, название Королевского канадского бронетанкового корпуса было изменено на просто Бронетанковые войска (Armour Branch). Однако, несмотря на это изменение, корпус продолжал использовать свое традиционное название. В 2003 году Канада планировала заменить все свои танки на лёгкие мобильные орудийные системы. В 2007 году, благодаря опыту, полученному во время войны в Афганистане, были закуплены танки «Леопард-2». По состоянию на апрель 2013 года традиционное название Королевский канадский бронетанковый корпус было восстановлено для официального использования.

## Полки
Доктринально канадский бронетанковый полк состоит из 4 эскадронов (идентичных ротам) средних и тяжёлых танков, а также отряда ближней разведки, оснащенного лёгкими танками и/или бронеавтомобилями.
При необходимости бронетанковому полку может быть поручено предоставить бронетанковый эскадрон своему вышестоящему формированию, чтобы обеспечить ему возможность ведения разведки на базе формирования.

### Регулярная армия
| Порядок старшин- ства | Полк                                              | Штаб       | Роль          | Состав |
| --------------------- | ------------------------------------------------- | ---------- | ------------- | --- |
| 1                     | Королевский канадский драгунский полк             | Петавава   | Бронетанковый | Один тяжелобронированный эскадрон (общий с 12-м бронетанковым полком) и три легкобронированных эскадрона.               |
| 2                     | Конный полк лорда Стратконы (королевские канадцы) | Эдмонтон   | Бронетанковый | Два тяжелобронированных эскадрона и один легкобронированный эскадрон.                                                   |
| 3                     | 12-й бронетанковый полк (Канада)                  | Валькартье | Бронетанковый | Один тяжелобронированный эскадрон (общий с Королевским канадским драгунским полком) и два легкобронированных эскадрона. |

### Резерв
| Порядок старшин- ства | Полк                                                             | Штаб        | Роль                             |
| --------------------- | ---------------------------------------------------------------- | ----------- | -------------------------------- |
| 1                     | Конный гвардейский полк генерал-губернатора                      | Торонто     | Церемонии/бронетанковая разведка |
| 2                     | Галифакский стрелковый полк                                      | Галифакс    | Бронетанковая разведка           |
| 3                     | 8-й канадский гусарский полк (принцессы Луизы)                   | Монктон     | Бронетанковая разведка           |
| 4                     | Онтарийский полк                                                 | Ошава       | Бронетанковая разведка           |
| 5                     | Её Величества йоркский рейнджерский полк (1-й американский полк) | Торонто     | Бронетанковая разведка           |
| 6                     | Шербрукский гусарский полк                                       | Шербрук     | Бронетанковая разведка           |
| 7                     | 12-й бронетанковый полк (милиция)                                | Труа-Ривьер | Бронетанковая разведка           |
| 8                     | 1-й гусарский полк                                               | Лондон      | Бронетанковая разведка           |
| 9                     | Островной полк принца Эдуарда                                    | Шарлоттаун  | Бронетанковая разведка           |
| 10                    | Королевский канадский гусарский полк                             | Монреаль    | Бронетанковая разведка           |
| 11                    | Британскоколумбийский полк (собственный герцога Коннота)         | Ванкувер    | Бронетанковая разведка           |
| 12                    | Южноальбертский лёгкий конный полк                               | Медисин-Хат | Бронетанковая разведка           |
| 13                    | Саскачеванский драгунский полк                                   | Мус-Джо     | Бронетанковая разведка           |
| 14                    | Собственный Его Величества калгарийский полк                     | Калгари     | Бронетанковая разведка           |
| 15                    | Британскоколумбийский драгунский полк                            | Келоуна     | Бронетанковая разведка           |
| 16                    | Фортгаррийский конный полк                                       | Виннипег    | Бронетанковая разведка           |
| 17                    | Халльский полк                                                   | Гатино      | Бронетанковая разведка           |
| 18                    | Виндзорский полк                                                 | Уинсор      | Бронетанковая разведка           |

## Обучение
Школа Королевского канадского бронетанкового корпуса на базе CFB Gagetown в Нью-Брансуике, разрабатывает и проводит тактическую и техническую подготовку экипажей и офицеров бронетанковых войск, а также поддерживает специализированную квалификацию от имени канадской армии. Экипажи и офицеры проходят обучение на Leopard 2A4, разведывательной машине Coyote, LAV-6 и тактической бронированной патрульной машине Textron TAPV.
Тактическая школа (Tactics School) на базе CFB Gagetown разрабатывает, проводит и контролирует операции с применением комбинированного вооружения. В контексте боевой группы школа тактики фокусируется на тактике, технике и процедурах на уровне боевой группы. Задача тактической школы заключается в обучении и подготовке младших офицеров армии в области интеграции боевых функций на уровне боевой группы на тактическом уровне боя.

## Вооружение
| Название    | Роль                                                                |
| ----------- | ------------------------------------------------------------------- |
| «Леопард-2» | Основной боевой танк                                                |
| LAV 6.0     | Боевая машина пехоты                                                |
| Coyote      | Бронированная разведывательная машина                               |
| TAPV        | Бронированная разведывательная машина                               |
| G-Wagon     | Лёгкий военный внедорожник (доступны комплекты брони для установки) |